# Radvanjski potok
Rádvanjski pôtok je potok ob vznožju vzhodnega Pohorja. Izvira v gozdu na severnem pobočju Pohorja in teče mimo smučarskega stadiona, nato tik ob vznožju Pohorja mimo Zgornjih in Spodnjih Radvanj proti vzhodu. Na ravnini Dravskega polja se mu z leve pridruži umetna struga Pekrskega potoka, v kateri je večino časa le malo vode, nato pa teče tik mimo dvorca Betnava in se steka v današnji ribnik Betnava. Del vode izginja iz ribnika v dravski prod, del pa teče naprej po novi umetni strugi proti jugu tik ob štajerski avtocesti. Tu se mu z desne strani pridruži umetna struga Razvanjskega potoka, nato pa se malo pred Bohovo izliva v umetno strugo Novega Hočkega potoka.
Radvanjski potok je nekoč zaključil svoj tok že v nekdanjem grajskem ribniku tik poleg dvorca Betnava, kjer je voda izginjala v dravski prodni nanos.
Z izjemo zgornjega toka teče danes potok v celoti po umetni strugi in ima večino časa le malo vode, zato je zelo občutljiv na kakršno koli onesnaženje. Ob močnih padavinah potok naraste in lahko ogroža nekaj najbližjih hiš. Na odseku skozi Razvanje je povsem stisnjen med stanovanjske hiše, struga pa je obložena z betonskimi ploščami ali klesanim kamnom, tako da je potok povsem razvrednoten in ne more opravljati niti ekološke niti rekreativno-estetske funkcije.